# Palm Springs: Mở mắt thấy hôm qua
Palm Springs: Mở mắt thấy hôm qua (tên gốc tiếng Anh: Palm Springs) là phim điện ảnh hài kịch lãng mạn khoa học viễn tưởng của Mỹ năm 2020 do Max Barbakow đạo diễn, với phần kịch bản do Andy Siara chấp bút từ cốt truyện gốc của Siara và Barbakow. Phim có sự tham gia diễn xuất của Andy Samberg, Cristin Milioti, Peter Gallagher và J. K. Simmons, xoay quanh hai người lạ tình cờ gặp nhau ở một đám cưới tại Palm Springs, California và bị kẹt lại trong một vòng lặp thời gian.
Phim ra mắt tại Liên hoan phim Sundance vào ngày 26 tháng 1 năm 2020 và được hãng Neon phát hành tại một số rạp chiếu giới hạn tại Mỹ cũng như trên nền tảng Hulu vào ngày 10 tháng 7 năm 2020. Tại Việt Nam, phim công chiếu vào ngày 5 tháng 3 năm 2021. Palm Springs: Mở mắt thấy hôm qua nhận về nhiều phản hồi tích cực từ các nhà chuyên môn, đặc biệt cho phần diễn xuất của các diễn viên và cách sử dụng khái niệm về vòng lặp thời gian. Phim nhận về hai đề cử tại Giải Quả cầu vàng lần thứ 78, bao gồm Phim ca nhạc hoặc phim hài hay nhất và Nam diễn viên phim ca nhạc hoặc phim hài xuất sắc nhất cho Samberg.

## Nội dung
Vào ngày 9 tháng 11 tại Palm Springs, Nyles thức dậy bên cạnh bạn gái Misty trong ngày cưới của Tala và Abe. Tại lễ cưới, anh có một bài phát biểu ngẫu hứng, khiến chị gái của Tala là Sarah ấn tượng. Nyles và Sarah gắn bó với nhau và sau khi phát hiện Misty lừa dối Nyles. Khi cả hai đang chuẩn bị quan hệ tình dục trên sa mạc thì Nyles bất ngờ bị một người đàn ông bí ẩn bắn một mũi tên vào vai. Bị thương, anh ta bò về phía ánh sáng bí ẩn trong một hang động gần đó, cảnh báo Sarah không nên làm theo. Lo lắng cho Nyles, Sarah đi theo anh ta và bị hút vào một vòng xoáy trong hang động.
Sarah thức dậy và giật mình khi phát hiện ra hôm ấy vẫn là ngày 9 tháng 11. Cô đối mặt với Nyles, anh giải thích rằng bằng cách đi theo anh vào hang động, cô đã bị mắc kẹt trong vòng lặp thời gian giống như anh. Sarah cố gắng thử nhiều cách trốn thoát, bao gồm cả việc tự sát, nhưng đều không thành công. Nyles và Sarah dành nhiều ngày bên nhau, thường thư giãn trong hồ bơi của một ngôi nhà gần đó mà những người chủ nhà đang đi nghỉ. Nyles tiết lộ rằng người đã bắn anh ta tên là Roy, một người đàn ông của gia đình ở Irvine. Roy cũng bị mắc kẹt trong vòng lặp thời gian sau khi gặp Nyles tại đám cưới và đã sử dụng ma túy cùng nhau. Nyles giải thích với Sarah rằng Roy đổ lỗi cho Nyles vì bị mắc kẹt trong vòng lặp thời gian và thỉnh thoảng đến Palm Springs để để trả thù.
Sau nhiều vòng lặp, Nyles và Sarah cắm trại trên sa mạc, nơi cả hai sử dụng nấm ảo giác và quan hệ tình dục. Ngày hôm sau, Sarah đã thức dậy trong phòng của Abe sau khi qua đêm với anh đêm ngày 8 tháng 11. Sarah mang trong mình cảm giác tội lỗi từ chối nói chuyện với Nyles về đêm trước của họ, cô bày tỏ rằng mọi thứ họ làm đều vô nghĩa. Họ bị một cảnh sát truy đuổi, nhưng hóa ra đó là Roy. Sarah lao vào Roy bằng xe cảnh sát, khiến ông bị thương nặng. Sau một cuộc tranh cãi, Nyles thừa nhận rằng anh ta đã quan hệ tình dục với Sarah nhiều lần trước khi cô bước vào vòng lặp thời gian, điều mà anh ta đã nói dối trước đó. Sarah kinh tởm chạy trước một chiếc xe tải đang lao tới, tự sát và bắt đầu lại một ngày mới.
Sau vòng lặp tiếp theo, Nyles dành nhiều ngày tìm kiếm Sarah nhưng không thành công. Anh ta ngửi thấy mùi nước hoa của Sarah trên gối của Abe và nhận ra rằng Sarah và Abe đã làm tình vào đêm trước đám cưới. Anh đối mặt với Abe trong đám cưới, và một cuộc chiến nổ ra giữa Nyles và Abe. Nyles đến Irvine để nói chuyện với Roy, người đã từ bỏ việc săn Nyles sau khi Sarah đâm ông khiến ông tỉnh táo trong cơn đau đớn trong quá trình hồi sức tích cực. Roy giải thích rằng ông sống trong một ngày trọn vẹn với gia đình yêu thương của mình, nhưng sẽ không bao giờ được nhìn thấy các con của mình lớn lên. Roy nói rằng họ không bao giờ nên nói chuyện nữa, và Nyles yêu cầu Roy giết anh ta lần cuối để anh ta có thể quay trở lại vòng lặp.
Trong khi đó, Sarah đối mặt với Abe về mối tình của họ và cả hai đều bày tỏ sự hối hận và ăn năn. Sarah sau đó quyết tâm thoát khỏi vòng lặp thời gian, dành nhiều ngày trong quán ăn để nghiên cứu vật lý lượng tử, thuyết tương đối rộng, nói chuyện với các giáo sư và cuối cùng đã tìm được giải pháp. Cô kiểm tra lý thuyết của mình bằng cách thả một con dê vào hang động với chất nổ. Trong lần thiết lập lại tiếp theo, con dê đã biến mất. Sarah đánh thức Nyles và nói với anh rằng cô tin rằng cô biết cách thoát khỏi vòng lặp thời gian bằng cách cho nổ bản thân trong hang trước khi bắt đầu lại vòng lặp. Nyles thừa nhận anh yêu Sarah nhưng muốn ở trong vòng lặp thời gian với cô ấy mãi mãi. Cô quyết định thử kế hoạch trốn thoát của mình mà không có anh.
Sarah tham dự lễ cưới, có một bài phát biểu chân thành dành cho Tala, gọi điện thoại và đi đến hang động với chất nổ. Uống rượu một mình trong quán bar, Nyles thay lòng đổi dạ, quyết định bỏ đi cùng cô và lao vào hang động, tuyên bố rằng anh thà chết cùng cô còn hơn ở lại một mình. Sarah đáp lại tình cảm của anh, và họ hôn nhau trong khi cô bấm kíp nổ. Nyles và Sarah thức dậy, một lần nữa thơ thẩn trong hồ bơi trống khi chủ nhân ngôi nhà xuất hiện, tiết lộ đó là ngày 10 tháng 11 và kế hoạch đã thành công.

## Diễn viên
- Andy Samberg vai Nyles
- Cristin Milioti vai Sarah Wilder
- J. K. Simmons vai Roy Schlieffen
- Meredith Hagner vai Misty
- Camila Mendes vai Tala Anne Wilder
- Tyler Hoechlin vai Abraham Eugene Trent "Abe" Schlieffen
- Chris Pang vai Trevor
- Peter Gallagher vai Howard Wilder
- Jacqueline Obradors vai Pia Wilder
- June Squibb vai Nana Schlieffen
- Jena Friedman vai Daisy
- Tongayi Chirisa vai Jerry
- Dale Dickey vai Darla
- Conner O'Malley vai Randy
- Clifford V. Johnson vai Chính anh

## Sản xuất
Đạo diễn Max Barbakow và nhà biên kịch Andy Siara có ý tưởng cho tác phẩm này từ khi còn là sinh viên tại Viện phim Mỹ. Cả hai tưởng tượng phần kịch bản của bộ phim sẽ giống như "một phiên bản mumblecore hài hước và vô lý của Leaving Las Vegas, xoay quanh một gã khoảng ba mươi tuổi đầy chán nản, đi tới Palm Springs để tự tử, và nhờ đó đã tìm thấy ý nghĩa của cuộc đời mình." Sau khi Siara biên kịch cho loạt phim truyền hình Lodge 49, cả hai bắt đầu thực hiện lại phần kịch bản gốc và biến nó thành một dự án tiềm năng hơn với một chút yếu tố khoa học viễn tưởng. Với việc Groundhog Day đã trở thành cột mốc bắt đầu của việc đưa yếu tố vòng lặp thời gian vào một tác phẩm hài kịch lãng mạn, Barbakow và Siara xác định rằng cả hai cần phải tránh cho phần kịch bản của mình bị ảnh hưởng bởi bộ phim đi trước. Điều này dẫn đến việc nhân vật Nyles ngay từ đầu đã ở trong vòng lặp, khiến cho bộ phim trở nên giống với "phần hậu truyện của một bộ phim chưa từng tồn tại" theo lời Siara. Nhân vật Sarah sẽ là nhân vật thứ hai được thêm vào vòng lặp sau này để làm người dẫn dắt khán giả vào nội dung câu chuyện.
Dự án được xác nhận từ tháng 11 năm 2018 sau khi đội ngũ làm phim đảm bảo được một khoản tín dụng thuế để ghi hình bộ phim tại California. Tuy nhiên, do khoản tín dụng thuế có giới hạn, cả đội bị ép phải ghi hình tại vùng Los Angeles thay vì Palm Springs. Andy Samberg được xác nhận sẽ tham gia vào dự án. Tháng 3 năm 2019, Cristin Milioti và J. K. Simmons tham gia dự án. Camila Mendes được xác nhận tham gia diễn xuất trong bộ phim vào tháng 4 cùng năm. Phim được ghi hình trong 21 ngày, từ tháng 4 năm 2019.

## Phát hành
Palm Springs: Mở mắt thấy hôm qua ra mắt tại Liên hoan phim Sundance vào ngày 26 tháng 1 năm 2020. Một thời gian ngắn sau đó, hai công ty Neon và Hulu mua bàn quyền phát hành tác phẩm. Các nguồn tin xác nhận Neon và Hulu đã trả 17,5 triệu USD cho tác phẩm, phá kỷ lục giá cao nhất được trả đối với một bộ phim công chiếu tại Sundance. Bộ phim được phát hành trực tuyến tại Mỹ trên nền tảng Hulu và tại một số rạp chiếu phim của thị trường này vào ngày 10 tháng 7 năm 2020. Tới tháng 11, Variety cho biết Palm Springs: Mở mắt thấy hôm qua là phim điện ảnh có lượng xem nhiều thứ 26 của năm 2020. Tại Việt Nam, Palm Springs: Mở mắt thấy hôm qua công chiếu vào ngày 5 tháng 3 năm 2021.

## Đón nhận

### Doanh thu phòng vé
Palm Springs: Mở mắt thấy hôm qua thu về 164.000 USD từ 66 rạp chiếu trong dịp cuối tuần phim ra mắt. Trong dịp cuối tuần thứ hai, phim được công chiếu tại khoảng 30 rạp chiếu và thu về 101.000 USD.

### Đánh giá chuyên môn
Trên hệ thống tổng hợp kết quả đánh giá Rotten Tomatoes, phim nhận được 94% lượng đồng thuận dựa theo 218 bài đánh giá, với điểm trung bình là 8/10. Các chuyên gia của trang web nhất trí rằng, "Diễn xuất xuất sắc, chỉ đạo đạo diễn vũng chắc cùng ý tưởng nguyên bản đầy mới mẻ đã đưa Palm Springs: Mở mắt thấy hôm qua trở thành một tác phẩm hài kịch lãng mạn mà chúng ta dễ dàng yêu thích." Trên trang Metacritic, phần phim đạt số điểm 83 trên 100, dựa trên 42 nhận xét, chủ yếu là những lời khen ngợi.
Viết cho IndieWire, David Ehrlich cho tác phẩm điểm B+ cùng lời khen ngợi khi bộ phim đã thực hiện lại công thức thành công của Groundhog Day một cách thông minh. Mi Ly từ Tuổi Trẻ Online thì cho rằng bộ phim đã "xuất hiện đúng thời điểm một thế giới nơi con người đầy bất an sau COVID-19, với sự suy sụp về tinh thần, yếu đuối về cơ thể và nỗi lo về tương lai. Trong năm 2020, có lẽ rất nhiều người trong chúng ta từng ước cởi bỏ mọi nỗi lo và sống bất cần như Nyles và Sarah, những kẻ không có ngày mai (theo nghĩa đen)."